# Palaïte

Anatolie à l'époque hittite

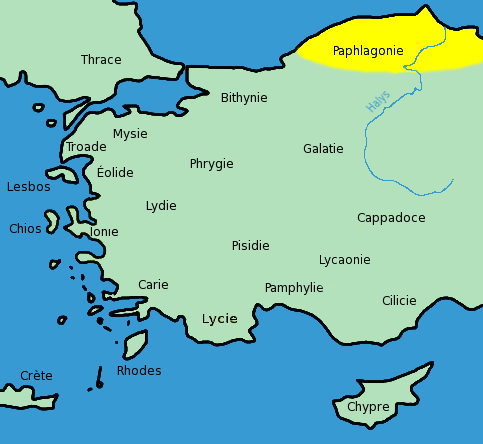
Paphlagonie.

Le palaïte est une langue indo-européenne, appartenant au groupe anatolien, utilisée par un peuple désigné aussi sous le nom de Palaïte dans la région appelée Pala par les textes hittites.

## La région Pala et ses habitants
Dans les textes hittites anciens, comme les Lois hittites anciennes, le mot Pala est utilisé pour désigner une région de l'empire. Elle se situe dans la région centrale du royaume hittite, en Anatolie centrale, à proximité de la région de Hattusa, le Hatti. Elle correspond peut-être à une partie de la Paphlagonie classique. Les locuteurs de la langue palaïte vivaient dans cette région aux débuts du royaume hittite, vers les XVIIe – XVIe siècles av. J.-C., puis disparaissent de notre documentation. Cette région devient ensuite un peuplement des Gasgas, peuple non indo-européen.

## Connaissance de la langue
Notre connaissance de la langue palaïte (palaumnili en hittite) est très limitée car elle est très peu documentée : seuls quelques passages dans des textes rédigés en écriture cunéiforme en palaïte ou des passages en palaïte dans des textes en hittite permettent de l'étudier. Les textes en palaïte seul (CTH 750 à 754 selon la classification d'E. Laroche) sont de nature religieuse, les Hittites ayant conservé quelques rituels issus de peuples voisins dans leurs traditions cultuelles. Ils sont en général fragmentaires, le plus long texte étant un rituel dédié à une ancienne divinité des Hattis, Ziparwa (CTH 750). Les passages de la langue palaïte que l'on connaît sont donc marqués par des emprunts au vocabulaire de la langue hatti, non indo-européenne, et on ne peut pas savoir s'il en était de même pour cette langue en général. D'après ce que l'on voit, le palaïte répond clairement aux critères des langues européennes, et est très proche de ses voisines et contemporaines, le hittite et le louvite.